# Karl von Stürgkh

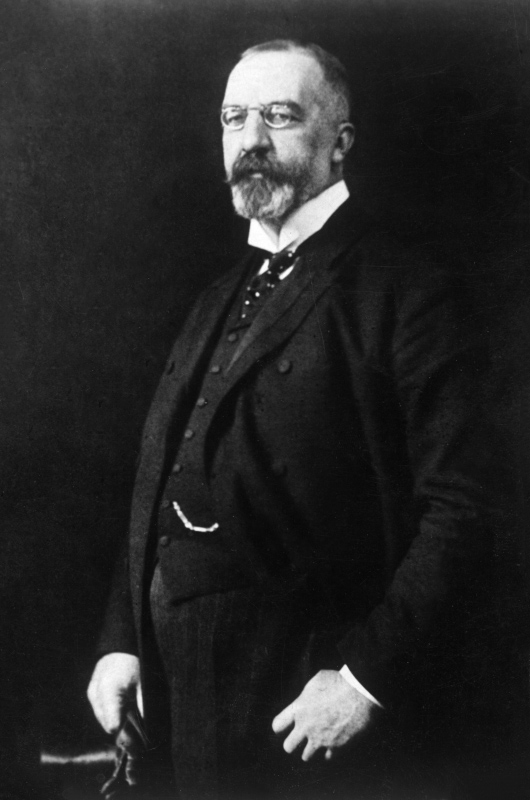
Karl Reichsgraf von Stürgkh

Karl Reichsgraf von Stürgkh (Graz, 30 oktober 1859 - Wenen, 21 oktober 1916) was een Oostenrijks politicus.

## Biografie

### Vroege carrière
Karl Reichsgraf von Stürgkh was afkomstig uit een oud adellijk geslacht. Stürgkh was ultraconservatief en werd in 1891 voor de conservatieve Verfassungstreue Großgrundbesitzer (Grondwetsgetrouwe Grootgrondbezitters) in de Rijksraad (Reichsrat) - het lagerhuis van het parlement van Cisleithanië - gekozen.
Hij trouwde in 1892 met Hermine Frichs, dochter van een Weense groothandelaar. Het huwelijk bleef kinderloos.

### Minister-president
Karl von Stürgkh werd op 10 februari 1908, als opvolger van Josef Ritter von Kanera (1854-1914), minister van Godsdienst en Onderwijs in de kabinetten-Bienerth en Gautsch. Hij bleef dit tot 3 november 1911, toen Stürkgh zelf minister-president werd. Op het moment dat Stürgkh premier werd, waren er ernstige problemen tussen de Duitse Oostenrijkers en de Tsjechen uit Bohemen. In 1913 liet hij de Boheemse landdag ontbinden, maar de problemen tussen de Duitse Oostenrijkers en Tsjechen sleepten voort. Op 16 maart 1914 ontbond Stürgkh ook het parlement van Cisleithanië, de Rijksraad en regeerde verder per decreet. Hij beriep zich hierbij op noodartikel 14 van de grondwet van Oostenrijk-Hongarije uit 1867, die het de regering in bijzondere toestanden mogelijk maakte om per decreet te regeren. Stürgkh was sindsdien (constitutioneel) dictator van het Oostenrijkse deel (Cisleithanië) van de Dubbelmonarchie.
Karl von Stürgkh stond bekend als een groot voorstander van de dualistische monarchie Oostenrijk-Hongarije en samen met minister van Buitenlandse Zaken Leopold Graf Berchtold, minister van Oorlog Alexander Ritter von Krobatin en stafchef veldmaarschalk Conrad Freiherr von Hötzendorf behoorde Stürgkh tot de zogenaamde "oorlogspartij", die groot voorstander was van een aanvalsoorlog tegen Servië. De bedoeling van deze aanvalsoorlog was het militair vernietigen van Servië om zo de aantrekkingskracht van dat land op Slavische nationalisten binnen de Donaumonarchie te doen wegnemen om zo het voortbestaan van Oostenrijk-Hongarije veilig te stellen.
Na de moordaanslag op de Oostenrijks-Hongaarse troonopvolger, aartshertog Frans Ferdinand van Oostenrijk-Este, in Sarajevo door een Bosnisch-Servische nationalist, zagen Stürgkh en de overige leden van de "oorlogspartij" hier voldoende aanleiding in om Servië aan te vallen. Dankzij het feit dat de Rijksraad buitenspel was gesteld en de Hongaarse regering - zij het na enige aarzeling - bereid was tot een aanvalsoorlog tegen Servië - kon de regering gemakkelijk overgaan tot maatregelen tegen het Koninkrijk Servië. Op 28 juli 1914 verklaarde Oostenrijk-Hongarije de oorlog aan Servië. Deze oorlogsverklaring leidde uiteindelijk tot de Eerste Wereldoorlog.
Tijdens de oorlog nam de invloed van het leger op de politiek toe en Stürgkh schikte zich naar de wensen van het opperbevel, die de oorlog zag als een mogelijkheid om het rijk te vergroten.

### Moord op Stürgkh
De weigering van Stürgkh om de Rijksraad weer bijeen te roepen, het autoritaire beleid van de premier en het feit dat hij het opperbevel toestond om zoveel invloed uit te oefenen op de binnen- en buitenlandse politiek, leidde ertoe dat de linkse socialist Dr. Friedrich Adler - zoon van socialistenleider Viktor Adler - Karl Reichsgraf von Stürgkh op 21 oktober 1916 doodschoot. Stürgkh was op dat moment aan het eten in de eetzaal van het Weense hotel "Meißl und Schadn". Adler wilde met zijn daad de gematigde meerderheid van de Sociaaldemocratische Arbeiderspartij van Oostenrijk (SDAPÖ) - die, op zekere hoogte, met de regering samenwerkte - wakker schudden.
Na de moord op Stürgkh benoemde keizer Frans Jozef I de liberaal Ernest von Koerber tot minister-president met als opdracht het rijk "te redden".